# Ö

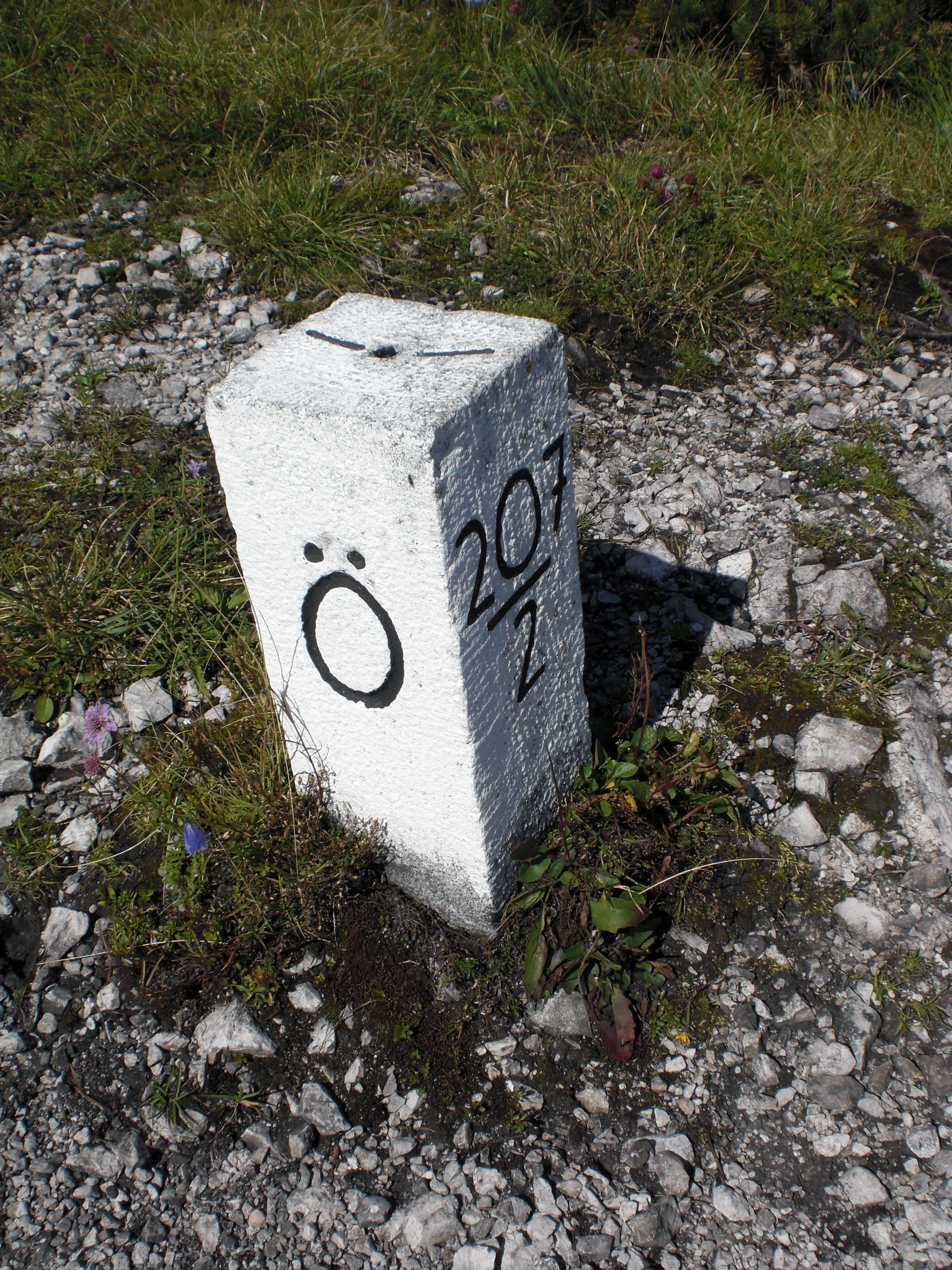
حرف Ö، کوتاه‌شدهٔ واژهٔ Österreich به معنای اتریش در یک ستون مرزنما در مرز میان این کشور و آلمان

Ö ، ö یکی از حروف الفبای لاتین است. این حرف در برخی از زبان‌ها نشان دهندهٔ واکه‌های [ø] یا [œ] است و در برخی دیگر نشان‌دهندهٔ شکست هجایی o. این حرف برساخته‌است از یک O و دونقطه بر فراز آن. 

## کاربردها
- در الفبای آلمانی این حرف نشان‌دهندهٔ آواهای [œ] یا [ø] است.
- در الفبای آوانگاری اورالی از Ö برای نشان‌دادن آوای [ø] استفاده می‌شود.
- در زبان انگلیسی برخی از نشریه‌ها از جمله نیویورکر از Ö برای نشان‌دادن شکست هجایی بهره‌می‌برند، برای نمونه لائوکوئون را Laocoön می‌نگارند.
- در دانمارکی و نروژی Ö پیشتر به جای Ø استفاده‌می‌شد.